# Madison Avenue (együttes)
A Madison Avenue egy ausztrál zenei duó, melynek tagjai az író-producer Andy Van Dorsselaer és az énekes-szövegíró Cheyne Coates. A duó legnagyobb slágere az 1999-ben megjelent Don't Call Me Baby című dal, mely a 2. helyezést érte el az ARIA kislemezlistáján, valamint 1. helyezett volt Új-Zélandon és az Egyesült Királyságban is.

## A zenekar története

### A kezdetek
Mielőtt megalakult volna a Madison Avenue, Cheyne Coates koreográfusként és énekesként dolgozott Melbourneben. Ekkor találkozott a producer és szövegíró Andy Van Dorssealerrel, aki Andy Van néven tevékenykedett egy dance klubban. Andy Van a Vicious Vinyl Records labelje alatt több remixet készített Tina Arena énekesnőnek, és az ausztrál CDB együttesnek. Van Dorsselaer az ARIA díjkiosztón a Pendulum együttes Coma című daláért részesült elismerésben.
A duó 1998-ban kezdett el együtt dolgozni. Első felvételük a Fly című dal volt, melyben Kellie Wolfgram énekelt, azonban amikor felvették a Don't Call Me Baby című dalt Coates-szel, jobbnak ígérkezett, mint a korábban rögzített változat, melyben Wolfgram énekelt.
A Don't Call Me Baby című dal hozta meg az áttörést a csapatnak, mely egyből a 2. helyezést érte el az ausztrál kislemezlistán 1999-ben. A kislemezből 200.000 példányt értékesítettek Ausztráliában. A dal 2000-ben jelent meg több országban, többek között az Egyesült Királyságban, ahol 400.000 darab fogyott a lemezből. A dal több országban is slágerlistás helyezést ért el, bár eredetileg a duót olyan tánccsapatnak szánták, mint korábban a C+C Music Factory vagy a Soul II Soul nevű zenekarok.
A duó egyetlen stúdióalbuma a The Polyester Embassy 2000-ben jelent meg, és a 4. helyezést érte el az ausztrál albumlistán. Az albumról további három kislemez jelent meg, úgy mint a Who the Hell Are You, mely 1. helyezett volt Ausztráliában, vagy az Everything You Need és a Reminiscing című dalok. Utóbbi egy feldolgozás, melynek eredetije 1978-ban jelent meg a Little River Band csapattól.
A Madison Avenus a Best Dance Artist (Legjobb dance előadó) kategóriában díjat nyert 2001-ben Miamiban.
A csapat végül 2003-ban feloszlott. Cheyne Coates folytatta énekesi karrierjét, Andy Van új együttest alapított Vandalism néven.

## Diszkográfia

### Stúdióalbumok
| Év   | Album megjelenés                                                                             | Legjobb slágerlistás helyezés | Legjobb slágerlistás helyezés | Legjobb slágerlistás helyezés | Díjak, jelölések |
| Év   | Album megjelenés                                                                             | AUS                           | JPN                           | UK                            | Díjak, jelölések |
| ---- | -------------------------------------------------------------------------------------------- | ----------------------------- | ----------------------------- | ----------------------------- | ---------------- |
| 2000 | The Polyester Embassy - Megjelenés: 2000. október 2. - Formátum: CD - Label: Vicious Grooves | 4                             | 63                            | 74                            | - AUS: Platina   |

### Kislemezek
| Év   | Cím                    | Slágerlistás helyezés | Slágerlistás helyezés | Slágerlistás helyezés | Slágerlistás helyezés | Slágerlistás helyezés | Slágerlistás helyezés | Slágerlistás helyezés | Slágerlistás helyezés | Slágerlistás helyezés | Slágerlistás helyezés | Díjak, jelölések                          | Album                 |
| Év   | Cím                    | AUS                   | FRA                   | NZ                    | NL                    | NOR                   | SWE                   | SUI                   | UK                    | US                    | US Dance              | Díjak, jelölések                          | Album                 |
| ---- | ---------------------- | --------------------- | --------------------- | --------------------- | --------------------- | --------------------- | --------------------- | --------------------- | --------------------- | --------------------- | --------------------- | ----------------------------------------- | --------------------- |
| 1999 | "Don't Call Me Baby"   | 2                     | 41                    | 1                     | 22                    | 11                    | 47                    | 38                    | 1                     | 88                    | 1                     | - AUS: 3× Platina - NZ: Arany - UK: Ezüst | The Polyester Embassy |
| 2000 | "Who the Hell Are You" | 1                     | —                     | 32                    | —                     | —                     | —                     | —                     | 10                    | —                     | 1                     | - AUS: Platina                            | The Polyester Embassy |
| 2000 | "Everything You Need"  | 6                     | —                     | —                     | —                     | —                     | —                     | —                     | 33                    | —                     | 24                    | - AUS: Arany                              | The Polyester Embassy |
| 2001 | "Reminiscing"          | 9                     | —                     | —                     | —                     | —                     | —                     | —                     | —                     | —                     | —                     | - AUS: Arany                              | The Polyester Embassy |